# بني عليان (ريمة)

تعديل مصدري - تعديل

قرية بني عليان  هي إحدى قرى عزلة بني الضبيبي الواقعة ضمن
مديرية الجبين التابعة لمحافظة ريمة،
بلغ تعداد سكانها (614) نسمة حسب تعداد اليمن لعام 2004.

## المحلات التابعة للقرية
- الشرف
- الجوره
- الضبره
- الكريف
- لوم
- سدح
- الساقية
- الشعب
- الحراب

## روابط خارجية
- الدليل الشامــل